# نیم‌تاج‌خانم
نیم‌تاج‌خانم (درگذشته ۱۳۰۲ قمری در کرمانشاه) از زنان معروف خاندان قاجار و نوه فتحعلی‌شاه (از طرف مادر) بود. شهرت نیم‌تاج‌خانم به سبب ازدواج با چندتن از رجال معتبر دوره قاجار است.
نیم‌تاج‌خانم دختر ماه‌نوش‌لب‌خانم افتخارالسلطنه (دختر فتحعلی‌شاه) و میرزا نبی قزوینی بود. او خواهر تنی عبدالله‌خان علاءالملک بود. سایر برادران او از مادر دیگر میرزا حسین خان سپهسالار و یحیی خان مشیرالدوله بودند.
نیم‌تاج‌خانم در جوانی با امیراصلان‌خان مجدالدوله دایی ناصرالدین‌شاه که چندین سال از او بزرگتر بود ازدواج کرد. در سال ۱۲۸۸ قمری، پس از فوت مجدالدوله، به ازدواج میرزا کاظم خان نظام‌الملک پسر اول میرزا آقاخان نوری (صدراعظم ناصرالدین شاه) درآمد و از او پسری به نام ابوالحسن یافت؛ ولی نظام‌الملک به سبب رفتار آزادانه همسرش و شایعاتی که در خصوص ارتباطات عاشقانه او وجود داشت، او را طلاق داد و ابوالحسن‌خان را نیز نهایتاً عاق کرد. قول عین‌السلطنه در این باره چنین است:
«نظام الملک ابوالحسن خان پسر خودش از نیم‌تاج خانم را از اولادی خود خارج کرد و علناً می‌گفت مال من نیست، حرامزاده است و چون این زن که بعد از طلاق عزت‌الدوله گرفته بود، بدنام بود، همه کس گفته او را تصدیق داشتند.»
پس از آن نیم‌تاج‌خانم با حسین خان حسام‌الملک، حاکم همدان که از طرف مادرش زبیده خانم نوه فتحعلی‌شاه بود، ازدواج کرد و از او دختری یافت که نیم‌تاج‌الملوک لقب گرفت و به ازدواج افتخارالملک همدانی درآمد. نیم‌تاج‌خانم تا پایان عمر همسر حسام‌الملک بود تا آنکه در عصر دوشنبه ۱۸ رجب ۱۳۰۲ قمری در هنگام وضع حمل در کرمانشاه درگذشت.
اعتمادالسلطنه در کتاب خاطرات خود، ذیل خاطرات روز پنجم صفر ۱۲۹۹ می‌نویسد:
«امشب هم شاه خیلی متغیر بودند. هزارتومان از نیمتاج خانم خواهر سپهسالار جریمه گرفت، بواسطه اینکه دایه خود را شکنجه نموده بوده است.»